# Efekt Westermarcka
Efekt Westermarcka – negatywny imprinting seksualny, zahamowanie seksualne wśród osób dorastających razem.
Hipoteza przedstawiona przez fińskiego antropologa Edvarda Westermarcka, według której osoby, które przebywały ze sobą w okresie niemowlęctwa i wczesnego dzieciństwa, rozwijają względem siebie silną awersję seksualną. Hipoteza znalazła potwierdzenie w obserwacjach i badaniach, jednak nie można stwierdzić, aby dochodziło do całkowitego unicestwienia pożądania seksualnego między takimi osobami. Możliwe, że bodźcem zniechęcającym seksualnie dorosłych jest zapach. Hamowanie jest silniejsze u kobiet niż u mężczyzn, a generalizacja bodźca może być odpowiedzialna za ogólną niechęć do kontaktów seksualnych z dziećmi. Takie wyjaśnienie jest zgodne z danymi eksperymentalnymi, efekt nie powstawał u osób pozbawionych węchu. Chociaż zjawisko opisywane jest zwykle u ludzi, istnieją dowody, że negatywny i pozytywny imprinting seksualny jest wspólny dla człowieka i innych zwierząt. Negatywny imprinting byłby sposobem zapobieżenia kontaktom seksualnym pomiędzy osobnikami spokrewnionymi, naturalną ochroną przed chowem wsobnym. Badania potwierdziły, że rozdzielenie rodzeństwa we wczesnym okresie dzieciństwa przez przynajmniej rok zwiększa prawdopodobieństwo kazirodztwa.